# Федоровка (Нижньоломовський район)
Фе́доровка (рос. Фёдоровка) — присілок у складі Нижньоломовського району Пензенської області, Росія.
Населення — 43 особи (2010; 75 у 2002).
Національний склад станом на 2002 рік:
- росіяни — 94 %